# Nam Dinh

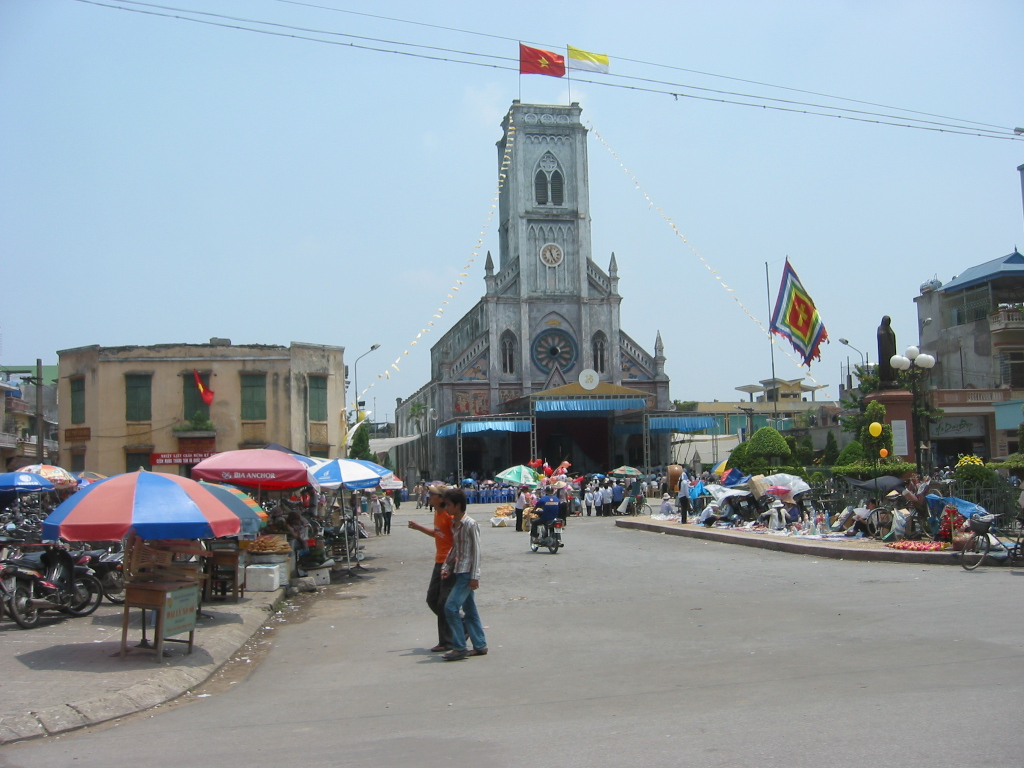
Kyrka i centrala Nam Dinh.

Nam Dinh (på vietnamesiska Nam Định) är en stad i Vietnam och är huvudstad i provinsen Nam Dinh. Folkmängden uppgick till 243 186 invånare vid folkräkningen 2009, varav 193 768 invånare bodde i själva centralorten.